# 我愛的人，讓我代替妹妹去死。
《我愛的人，讓我代替妹妹去死。》（簡稱）是永野水貴所著的日本輕小說，插圖由豐田瑣織擔任。2020年11月至2022年9月在小說投稿網站《成為小說家吧》上連載，並於10月1日在該網站上停止發布。
單行本由TO Books自2021年9月起開始出版。漫畫版由家守擔任作畫，於2022年4月18日在《Conics Shimoa》上先行推出，之後於TO Books的網路漫畫網站《Korona EX》自2022年6月6日開始連載。由作者永野水貴撰寫劇本的廣播劇CD預定於2024年8月1日發行。
本作在《下一部人氣輕小說大賞2021》總合部門排名第12名，網路連載單行本部門排名第7名，在《下一部輕小說大獎2022》單行本部門排名第9名。在《這本輕小說真厲害！2023》 單行本部門排名第6名，在《這本輕小說真厲害！2024》則獲得第1名。截至2025年2月，該系列累計發行量已突破90萬冊。
本作也在日本動漫新聞網站《Anime！Anime！》的投票調查「2024下半年版 最想動畫化的漫畫作品？」名單榜上有名。

## 故事概要
維斯特利亞在事故中失去了親生父母，並被伯爵家收養。她從小便暗戀著公爵家的青梅竹馬布萊特。為了幫助無法使用魔法的布萊特，她努力研究與魔法根源相關且充滿瘴氣的異界「未明之地」（未明の地）。

## 登場人物
維斯特利亞·伊萊塔（聲：菲魯茲·藍）
本作女主角。在「未明之地」擔任了長達23年的守護者，她與會說話的聖劍薩爾提斯共同生活。
《這本輕小說真厲害！》女性角色部門2024年度獲得第3名。
聖劍薩爾提斯（聲：濱田賢二）
有著自主意識的劍，在神話時代時就已經存在。對維斯特利亞的困境感到憐憫，於是陪同她來到「未明之地」，並與她共同行動了23年。
萊特·艾倫‐路易寧（聲：宮崎遊）
來到「未明之地」的22歲的青年。是布萊特（ブライト）和羅莎莉（ロザリー）的兒子，是維斯特利亞沒有血緣關係的外甥。
《這本輕小說真厲害！》男性角色部門2024年度獲得第4名。

## 出版書籍

### 小說
- 永野水貴（作者）、豐田瑣織（插圖） 《我愛的人，讓我代替妹妹去死。》 TO Books，發行5卷（截至2023年12月1日）
  - 1. 2021年9月10日發售[18]、ISBN 978-4-86699-322-5
  - 2. 2021年11月10日發售[19]、ISBN 978-4-86699-366-9
  - 3. 2022年7月9日發售[20]、ISBN 978-4-86699-568-7
  - 4. 2023年5月20日發售[21]、ISBN 978-4-86699-853-4
  - 5. 2023年12月1日發售[22]、ISBN 978-4-86794-018-1
  - 6. 2024年8月1日發售[23]、ISBN 978-4-86794-270-3
  - 短篇集 2024年12月2日發售[24]、ISBN 978-4-86794-376-2
  - 7. 2025年5月1日發售[25]、ISBN 978-4-86794-558-2

### 漫畫
- 永野水貴（原作）、豐田瑣織（角色原案）、家守（作畫） 《我愛的人，讓我代替妹妹去死。》 TO Books《Korona Comics》，發行3卷（截至2023年12月1日）
  1. 2022年10月1日發售[26]、ISBN 978-4-86699-322-5
  2. 2023年5月15日發售[27]、ISBN 978-4-86699-366-9
  3. 2023年12月1日發售[28]、ISBN 978-4-86794-018-1
  4. 2024年8月1日發售[29]、ISBN 978-4-86794-262-8
  5. 2025年5月1日發售[30]、ISBN 978-4-86794-552-0

## 來源
1. ↑  永野水貴 [@nagano_mizuki].  (推文). 2020-11-20  [2024-07-12] –Twitter.
2. ↑  永野水貴 [@nagano_mizuki].  (推文). 2022-09-28  [2024-07-12] –Twitter.
3. ↑  2021年2月12日於Twitter.  [2023-11-26]
4. ↑  . 小説家になろう. 2022-10-01  [2024-07-12] （日语）.[]
5. ↑  . 恋した人は、妹の代わりに死んでくれと言った。.   [2024-07-12] （日语）.
6. 1 2 3 4  . TOブックス.   [2024-07-12]. （原始内容存档于2024-05-27） （日语）.
7. ↑  . 電撃オンライン. 2022-02-18  [2024-07-12]. （原始内容存档于2022-10-17） （日语）.
8. ↑  . キミラノ公式サイト.   [2024-07-12]. （原始内容存档于2024-03-23） （日语）.
9. ↑  このラノ2023 (2022)，第58頁.
10. ↑  このラノ2024 (2023)，第56頁.
11. ↑  2025年2月25日於Twitter.  [2025-2-25]
12. ↑  . アニメ！アニメ！. 2024-12-21  [2024-12-21]. （原始内容存档于2024-12-21） （日语）.
13. ↑  このラノ2024 (2023)，第64頁.
14. 1 2 3  このラノ2024 (2023)，第66頁.
15. ↑  このラノ2024 (2023)，第87頁.
16. 1 2  このラノ2024 (2023)，第69頁.
17. ↑  このラノ2024 (2023)，第93頁.
18. ↑  . TOブックス.   [2024-07-12]. （原始内容存档于2024-05-19） （日语）.
19. ↑  . TOブックス.   [2024-07-12]. （原始内容存档于2024-02-24） （日语）.
20. ↑  . TOブックス.   [2024-07-12]. （原始内容存档于2024-04-16） （日语）.
21. ↑  . TOブックス.   [2024-07-12]. （原始内容存档于2024-05-23） （日语）.
22. ↑  . TOブックス.   [2024-07-12]. （原始内容存档于2024-06-12） （日语）.
23. ↑  . TOブックス.   [2024-11-22]. （原始内容存档于2025-01-25） （日语）.
24. ↑  . TOブックス.   [2024-11-22]. （原始内容存档于2025-01-20） （日语）.
25. ↑  . TOブックス.   [2025-05-01]. （原始内容存档于2025-03-18） （日语）.
26. ↑  . TOブックス.   [2024-07-12]. （原始内容存档于2024-02-24） （日语）.
27. ↑  . TOブックス.   [2024-07-12]. （原始内容存档于2024-05-22） （日语）.
28. ↑  . TOブックス.   [2024-07-12]. （原始内容存档于2024-05-27） （日语）.
29. ↑  . TOブックス.   [2024-11-22]. （原始内容存档于2025-01-26） （日语）.
30. ↑  . TOブックス.   [2025-05-01]. （原始内容存档于2025-03-31） （日语）.

## 外部連結
- 原作特設網站（日語）
- 漫畫連載網站（日語）